# Kirchspiel Schöppingen

Wigbold und Kirchspiel Schöppingen mit den zugehörigen Bauerschaften im 19. Jahrhundert

Kirchspiel Schöppingen war bis 1969 eine Gemeinde im Kreis Ahaus in Nordrhein-Westfalen. Ihr Gebiet gehört heute zur Gemeinde Schöppingen im Kreis Borken. Die Gemeinde war eine der im Münsterland mehrfach vorkommenden „Kirchspielgemeinden“, die das bäuerliche Umland eines Kirchorts umfassten.

## Geografie
Die Gemeinde Kirchspiel Schöppingen umschloss kragenförmig das namensgebende Wigbold Schöppingen und besaß zuletzt eine Fläche von 63,8 km². Sie bestand aus den Bauerschaften Ebbinghoff, Gemen, Haverbeck, Heven, Ramsberg und Tinge. Die Gemeinde Eggerode bildete eine Enklave innerhalb des Gemeindegebiets.

## Geschichte
Das Gebiet der Gemeinde gehörte nach der Napoleonischen Zeit zunächst zur Bürgermeisterei Schöppingen im 1816 gegründeten Kreis Ahaus. Mit der Einführung der Westfälischen Landgemeindeordnung wurde 1844 aus der Bürgermeisterei Schöppingen das Amt Schöppingen, zu dem der Wigbold Schöppingen sowie die Gemeinden Kirchspiel Schöppingen (seinerzeit auch  Außengemeinde Schöppingen genannt) und Eggerode gehörten. 1936 trat die Gemeinde Kirchspiel Schöppingen ein Gebietsstück von 5,2 km² an die Gemeinde Heek ab.
Durch das Gesetz über den Zusammenschluß der Gemeinden des Amtes Schöppingen vom 2. Juni 1969 wurden die Gemeinden Wigbold Schöppingen, Kirchspiel Schöppingen und Eggerode am 1. Juli 1969 zur neuen Gemeinde Schöppingen zusammengeschlossen.

## Einwohnerentwicklung
| Jahr | Einwohner | Quelle |
| ---- | --------- | ------ |
| 1832 | 2567      | [ 4 ]  |
| 1858 | 2498      | [ 5 ]  |
| 1885 | 2179      | [ 6 ]  |
| 1910 | 2149      | [ 7 ]  |
| 1939 | 2214      | [ 8 ]  |
| 1969 | 2145      | [ 1 ]  |